# 雲海歷險
《雲海歷險》是1994年3月21日發售的日本OVA；臺灣中文字幕版由元美國際映像代理發售，但1990年代首華卡通頻道即有播映未授權中文字幕版。漆原智志漫畫版《雲海奇兵隊》連載於學習研究社少年漫畫雜誌《月刊Comic NORA》，學習研究社於1994年發售單行本共一冊，完全版於2012年10月2日發售；臺灣中文版由東立出版社代理發售。

## 角色
ティータ・ミュウ・越ヶ谷（聲優：淵崎有里子）
17歲的獵人船「茶茶丸」船長，唯一的父親過世後被メイ的父母收留。
ニコル・ホーキング（聲優：山口勝平）
17歲操舵手。
メイ・リン・ジョーンズ（聲優：橫澤啟子）
26歳船醫。
ジョシュア・L・バルボア（聲優：若本規夫）
32歳航海士，本名「アンディ・ファーロング」。
ミハイル・ディアギレフ（聲優：大塚周夫）
45歳輪機長。
ロジャー・ロジャース（聲優：中尾隆聖）
輪機助手。
イリーズ・アルト・モーディッシュ（聲優：椎名碧流）

ナレロフ・アルト・モーディッシュ（聲優：秋元羊介）
イリーズ的父親。

## 主題曲
片尾曲「You're Everything」是由小林信吾擔任編曲，峠恵子擔任作詞、作曲和歌手。

## 製作人員
- 原作：吉本欣司（よしもときんじ）、漆原智志（うるし原智志）
- 監督、分鏡：吉本欣司
- 分鏡、演出、角色設計、作画監督：漆原智志
- 劇本：關島真賴
- 美術監督：石垣努
- 攝影監督：高橋明彥
- 編輯：松村将弘
- 音響監督：藤山房伸
- 音樂：寺嶋民哉
- 製作人：池口和彥、藤井秀明
- 制作協力：Studio Pierrot
- 制作：アニメイトフィルム
- 製作：日本索尼音樂娛樂、Movic